# Zsadány
Zsadány es un pueblo ubicado en el distrito de Sarkad, en el condado de Békés, Hungría.

## Superficie
Posee una superficie de 65,84 kilómetros cuadrados.

## Demografía
Hasta 2019 la población era de 1670 habitantes, con una densidad de población de 25,36 habitantes por kilómetro cuadrado.